# Терруджа
Терруджа (итал. Terruggia) — коммуна в Италии, располагается в регионе Пьемонт, в провинции Алессандрия.
Население составляет 826 человек (2008 г.), плотность населения составляет 114 чел./км². Занимает площадь 7 км². Почтовый индекс — 15030. Телефонный код — 0142.
Покровителем коммуны почитается святитель Мартин Турский, празднование 11 ноября.

## Демография
Динамика населения:

## Администрация коммуны
- Официальный сайт: http://www.comune.terruggia.al.it/